# Malojaroszlaveci csata

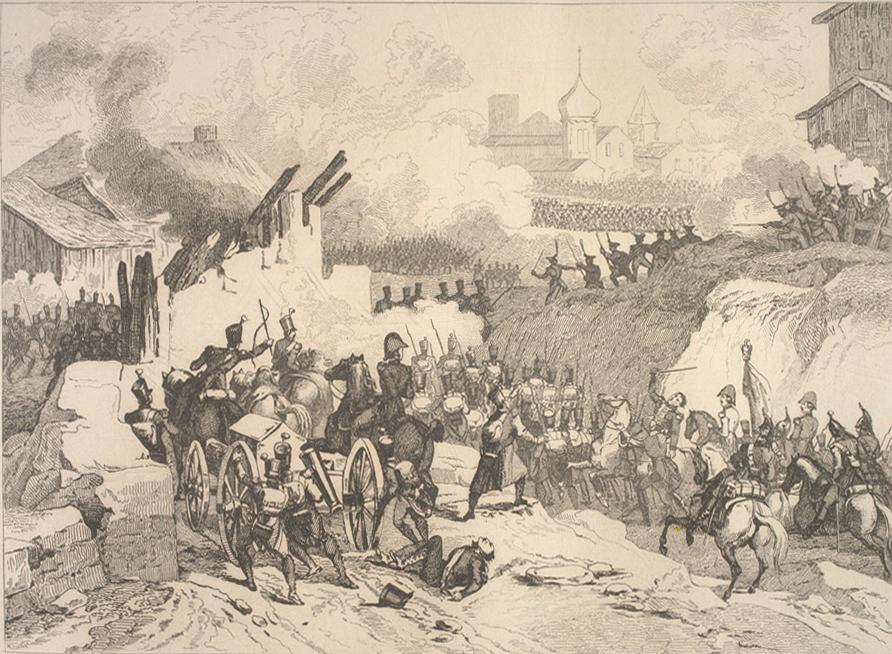
Illusztráció a csatáról

A malojaroszlaveci csatára 1812.október 24-én került sor Mihail Illarionovics Kutuzov vezette orosz és Eugène de Beauharnais irányította francia-olasz erők  - Delzons parancsnoksága alatt álló - körülbelül 20 000 fős hadteste között.

## Előzmények
Napóleon  október 19-én elhagyta Moszkvát és  délnyugat felé, Kaluga irányába vonult, a sereg élén Eugène de Beauharnais hadereje haladt. Nem tudva erről, és úgy vélve, hogy csapatokat észleltek  Fominszkojénél, 40 mérföldre délnyugatra Moszkvától, Kutuzov  Dohturov tábornokot küldte 12 000 gyalogossal, 3000 lovassal és 84 ágyúval, hogy lepje meg a franciákat.  Bár az úton Dohturov észrevette, hogy a Grand Armée erőivel került szembe, úgy döntött, hogy kitart addig, amíg erősítés érkezik és Malojaroszlavechez, a Luzsa folyóhoz.

## A csata
Dohturov délről nyomult be a városba és megállapította, hogy a francia támadóék elfoglalta a hídfőállást. Heves harcok kezdődtek, a város ötször cserélt gazdát. Rajevszkíj megérkezett 10.000 fős alakulatával, még egyszer elfoglalta a várost, a hídfő kivételével. Beauharnais  a saját, 15. (olasz) ezredét vetette be Domenico Pino (az Itáliai Királyság hadügyminisztere) vezetésével , és estére már újra kiűzték az oroszokat. A harcok során a település nem kevesebb, mint 8 alkalommal cserélt gazdát, Eugène de Beauharnais megállapította, hogy a francia és az olasz királyi gárda katonái úgy "harcoltak, mint oroszlánok".
Kutuzov megérkezett, ahelyett, hogy megpróbált volna szabályos csatát vívni a Grand Armée-vel a következő napon, visszavonult Kalugához.

## Következmények
Franciák 5000 embert veszítettek, beleértve Delzons tábornokot és még öt főtisztet , míg az oroszok vesztesége 6000 főt tett ki. A főként francia és olasz erők döntő győzelmet arattak ezen  a napon, de óriási veszteségek árán. Az orosz hadsereg számára stratégiai siker, hogy Napóleon a veszteségek hatására megváltoztatta az előzetesen kitervelt útvonalát északi irányba, a Mozsajszkon és Szmolenszken át.
A császár óriási hibát követett el ezzel. Nemcsak azért, mert elvesztegetett egy hét jó időt, hanem mert a döntés azt is jelentette, hogy olyan utakon kellett visszatérniük, amelyeket sártengerré változtatott az áthaladó hadsereg; olyan vidéken keresztül, amelyet minden ellátmánytól megfosztottak; ahol az előrenyomuláskor leégett és megrongált falvak nem nyújtottak menedéket; ahol mindenütt farkasok által félig felfalt, rothadó tetemek hevertek.
Október 25-én Napóleont magát is majdnem foglyul ejtették: néhány kozák kilovagolt az erdőből, és rátámadtak a császári testőrök gyűrűjében lévő Napóleonra. Sok testőrt megöltek, és kis híján foglyul ejtették a császárt, mielőtt végleg visszaverték volna őket. A császár innentől kezdve mindig magánál tartott egy fiola mérget, hogy ne kerüljön élve fogságba.

## Fordítás
- Ez a szócikk részben vagy egészben  a   Battle of Maloyaroslavets című angol Wikipédia-szócikk fordításán alapul.  Az eredeti cikk szerkesztőit annak laptörténete sorolja fel. Ez a jelzés csupán a megfogalmazás eredetét és a szerzői jogokat jelzi, nem szolgál a cikkben szereplő információk forrásmegjelöléseként.